# San Cristóbal de La Laguna
San Cristóbal de La Laguna, kortweg La Laguna, is een Spaanse gemeente op het eiland Tenerife in de provincie Santa Cruz de Tenerife in de regio Canarische Eilanden. San Cristóbal de La Laguna heeft een oppervlakte van 102 km² en telt 153.111 inwoners (1 januari 2016).
De stad lag aanvankelijk bij een meer dat in 1837 werd drooggelegd voor de landbouw. Oorspronkelijk was de plaats een legerkamp van de troepen van Fernández de Lugo. Soldaten die hadden deelgenomen in de strijd vestigden zich in de plaats en diverse kloosters van religieuze ordes volgden. In 1792 werd de universiteit opgericht.
In de stad bevindt zich nog steeds de Universiteit van La Laguna. Vlak bij de universiteit ligt het vliegveld Los Rodeos. Op dit vliegveld vond op 27 maart 1977 de vliegtuigramp van Tenerife plaats waarbij twee vliegtuigen op elkaar botsten.
In 1999 werd de stad opgenomen in de werelderfgoedlijst van de UNESCO. In de stad bevindt zich de kerk: Real Santuario del Santísimo Cristo de La Laguna. Ook in deze stad is de Kathedraal van San Cristóbal de La Laguna, de zetel van het bisdom van Tenerife.

## Demografische ontwikkeling
Bron: INE; 1857-2011: volkstellingen
Opm: Bevolkingscijfers in duizendtallen; aanhechting van Punta del Hidalgo, Tejina en Valle de Guerra (1857)

## Geboren in San Cristóbal de La Laguna
- Óscar Domínguez (1906-1957), surrealistisch schilder (Generatie van '27)
- Alexander Mesa Travieso (5 februari 1995), voetballer

- Biblioteca Nacional de España: XX453722
- Bibliothèque nationale de France: cb122543029 (data)
- Gemeinsame Normdatei: 4122599-5
- Library of Congress Control Number: n80049579
- MusicBrainz: 424e0a27-dea1-4691-8be8-e06757c45df2
- Nationale Bibliotheek van Tsjechië: ge1134965
- Nationale Bibliotheek van Israël: 987007564210205171
- Virtual International Authority File: 154765853
- WorldCat: E39PBJqW4dPQYM9Y8W8DRPPvpP

Adeje · Arafo · Arico · Arona · Buenavista del Norte · Candelaria · Costa del Silencio · Fasnia · Garachico · Granadilla de Abona · La Guancha · Guía de Isora · Güímar · Icod de los Vinos · La Matanza de Acentejo · La Orotava · Puerto de la Cruz · Los Realejos · El Rosario · San Cristóbal de La Laguna · San Juan de la Rambla · San Miguel de Abona · Santa Cruz de Tenerife · Santa Úrsula · Santiago del Teide · El Sauzal · Los Silos · Tacoronte · El Tanque · Tegueste · La Victoria de Acentejo · Vilaflor de Chasna
Alhambra, Generalife en Albaicín, Granada ·
Kathedraal van Burgos ·
Historisch centrum van Córdoba ·
Klooster en plaats van het Escorial, Madrid ·
Werken van Gaudí ·
Grot van Altamira en de paleolithische grotkunst van Noord-Spanje ·
Monumenten van Oviedo en het koninkrijk Asturië ·
Oude stad Ávila met de Kerken-buiten-de-Muren ·
Oude stad Segovia en aquaduct ·
Santiago de Compostella (oude stad) ·
Nationaal park Garajonay ·
Historische stad Toledo ·
Mudéjararchitectuur van Aragón ·
Oude stad Cáceres ·
Kathedraal, Alcázar en Archivo General de Indias in Sevilla ·
Oude stad Salamanca ·
Klooster van Poblet ·
Archeologisch ensemble van Mérida ·
Pelgrimsroute naar Santiago de Compostella ·
Koninklijk klooster van Santa Maria de Guadalupe ·
Nationaal park Doñana ·
Historische ommuurde stad Cuenca ·
La Lonja de la Seda van Valencia ·
Las Médulas ·
Palau de la Música Catalana en Hospital de Sant Pau, Barcelona ·
Monte Perdido ·
Kloosters van San Millán Yuso en Suso ·
Prehistorische rotskunst in de Coa Vallei en de Siega Verde ·
Rotskunst van het Middellandse Zeebekken op het Iberisch Schiereiland ·
Universiteit en historische parochie van Alcalá de Henares ·
Ibiza, biodiversiteit en cultuur ·
San Cristóbal de La Laguna ·
Archeologisch ensemble van Tarraco ·
Archeologisch Atapuerca ·
Catalaanse romaanse kerken van de Vall de Boí ·
Palmeral van Elche ·
Romeinse muur van Lugo ·
Cultuurlandschap van Aranjuez ·
Monumentale renaissance-ensembles van Úbeda en Baeza ·
Vizcayabrug ·
Oude en voorhistorische beukenbossen van de Karpaten en andere regio's van Europa ·
Nationaal park El Teide ·
Herculestoren ·
Cultuurlandschap van de Serra de Tramuntana ·
Erfgoed van kwik. Almadén en Idrija ·
Dolmens van Antequera ·
Kalifaatstad Medina Azahara ·
Cultuurlandschap van de Risco Caído en de heilige bergen van Gran Canaria  ·
Paseo del Prado en Parque del Buen Retiro, een landschap van kunst en wetenschap